# Advanced Encryption Standard process
Le Advanced Encryption Standard process est un processus de standardisation lancé par le NIST en 1997 pour demander aux cryptologues de concevoir un nouvel algorithme de chiffrement par bloc destiné au gouvernement des États-Unis. Le but était de remplacer Triple DES, lui-même un remplaçant temporaire de Data Encryption Standard (DES). Ce dernier étant vulnérable à un grand nombre d’attaques cryptanalytiques et utilisant une clé de seulement 56 bits, la sécurité n’était plus garantie puisqu'une recherche exhaustive était désormais envisageable.
Comme la spécification de AES n’est pas secrète et qu’elle ne se limite pas aux États-Unis (cela était également le cas pour DES et 3DES), ce chiffrement est destiné à diverses utilisations, entre autres :
- applications militaires / nationales
- produits commerciaux
- logiciels libres
- matériel destiné au chiffrement (routeurs, etc.)

## Contraintes
Les exigences sur le nouveau standard étaient élevées car il est destiné à une utilisation intensive jusqu’en 2050, date à laquelle on estime que sa sécurité sera limitée de par les avancées technologiques et les recherches en cryptanalyse. On peut toutefois émettre des doutes quant à cette longévité optimiste en matière d’informatique.

### Taille de bloc
Un bloc de données de 128 bits a été exigé. Des clés de 192 et 256 bits devaient également être supportées. Le chiffrement devait bien sûr être robuste à toutes les attaques connues comme la cryptanalyse linéaire ou différentielle. La rapidité des opérations de chiffrement/déchiffrement était primordiale, AES n’étant pas restreint à une utilisation logicielle mais également matérielle avec des contraintes liées aux ressources disponibles (taille de la mémoire RAM ou ROM).

### Les candidats
15 candidats furent proposés pour la première étape du concours :
- CAST-256
- CRYPTON
- DEAL
- DFC
- E2
- FROG
- HPC
- LOKI97
- MAGENTA
- MARS
- RC6
- Rijndael
- SAFER+
- Serpent
- Twofish

Après une première sélection à la suite de la découverte de plusieurs failles dans un certain nombre d’entre eux, la liste fut réduite à 5 candidats. Les concepteurs ont mutuellement « cryptanalysés » leurs chiffrements et ont « joué le jeu » du concours. Certains chiffrements, trop lents, ont été rapidement écartés. D’autres ont nécessité une cryptanalyse plus intensive.
Les cinq finalistes étaient :
- MARS
- RC6
- Rijndael
- Serpent
- Twofish

### Le vainqueur
Le 2 octobre 2000, le NIST annonce que Rijndael de Vincent Rijmen et Joan Daemen a remporté le concours AES et entrait dans un processus de standardisation officielle. Le 26 novembre 2001, le NIST annonce que AES a été approuvé dans le standard FIPS PUB 197.